# Austrolimulidae
Austrolimulidae — вимерла родина мечохвостів із інфраряду Limulina. Представники родини відомі з пермського періоду до початку юрського періоду, хоча повідомлялося про один вид із кінця крейдяного періоду. Austrolimulidae відомі однією з найбільш екстремальних морфологій серед мечохвостів, включаючи великі подовжені генальні шипи. На відміну від живих лімулід, австролімуліди, ймовірно, були адаптовані до прісноводних і солонуватих середовищ. Вони вважаються сестринською групою Limulidae, групи, яка містить усіх сучасних мечохвостів.

## Роди
- †Austrolimulus
- †Attenborolimulus
- †Batracholimulus
- †Casterolimulus
- †Dubbolimulus
- †Franconiolimulus
- †Limulitella
- †Panduralimulus
- †Psammolimulus
- †Tasmaniolimulus
- †Vaderlimulus